# Cyperus elatus
Cyperus elatus är en halvgräsart som beskrevs av Carl von Linné. Cyperus elatus ingår i släktet papyrusar, och familjen halvgräs. IUCN kategoriserar arten globalt som livskraftig. Inga underarter finns listade i Catalogue of Life.